# Warilda
Die Warilda war ein 1912 in Dienst gestelltes Passagierschiff der australischen Reederei Adelaide Steamship Company, das im Ersten Weltkrieg zunächst als Truppentransporter und ab 1916 als Hospitalschiff eingesetzt wurde. Am 3. August 1918 wurde die Warilda im Ärmelkanal von einem deutschen U-Boot versenkt, wobei 123 Menschen ums Leben kamen.

## Das Schiff
Das 7713 BRT große Dampfschiff Warilda wurde auf der Werft William Beardmore and Company in Dalmuir gebaut und lief am 5. Dezember 1911 vom Stapel. Das 125,64 Meter lange und 17,28 Meter breite Schiff konnte eine Geschwindigkeit von 16 Knoten (29,6 km/h) erreichen und wurde von der Adelaide Steamship Company, die ihren Sitz in Adelaide hatte, im Passagierverkehr von den westlichen zu den östlichen Küstengebieten Australiens eingesetzt.

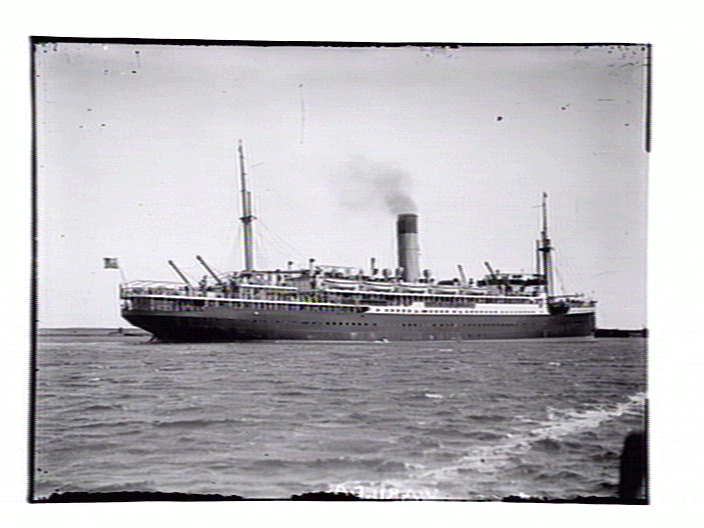
Die Warilda

Sie hatte zwei Schwesterschiffe, die bei derselben Werft gebaut wurden: Die Wandilla (7.785 BRT, 1912), die am 10. September 1942 einem alliierten Luftangriff bei Tobruk zum Opfer fiel und die Willochra (7.784 BRT, 1913), die am 18. Dezember 1929 nach einer Kollision mit der Algonquin der Clyde-Mallory Line im New Yorker Hafen sank. Die drei aus Stahl gebauten Schiffe hatten je einen Schornstein, zwei Masten, zwei Propeller und waren mit Passagierunterkünften für 231 Passagiere der Ersten, 120 der Zweiten und 72 der Dritten Klasse ausgestattet.
Ab 1915 wurde das Schiff als Truppentransporter verwendet. Am 8. Oktober 1915 nahm die Warilda in Brisbane das 9. Bataillon der 10th Reinforcements und am 10. Oktober in Sydney das 1. Infanterie-Bataillon der 10th Reinforcements an Bord und brachte sie nach Ägypten. Ebenfalls am 8. November 1915 lief sie in der australischen Stadt Liverpool ein und nahm die 1. Brigade der Australian Imperial Force an Bord. Am 15. Oktober stoppte die Warilda in Fremantle und legte dann nach Sues ab, wo die Truppen am 5. November 1915 von Bord gingen.
Am 25. Mai 1916 schifften sich in Melbourne Tunneling Companies und zwei Verstärkungseinheiten und am 1. Juni 1916 in Fremantle eine weitere Tunneling Company auf der Warilda ein, die am 18. Juli in Plymouth abgesetzt wurden. Im Juni 1916 wurde der Dampfer von der britischen Admiralität übernommen und in ein Hospitalschiff umgerüstet.

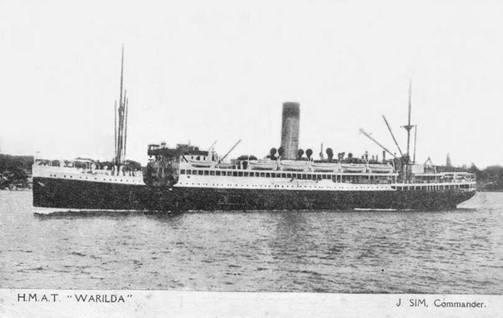
Die Warilda auf einer Postkarte während des Ersten Weltkriegs

## Versenkung
Am Freitag, dem 2. August 1918 lief die Warilda mit 801 Menschen an Bord unter dem Kommando von Kapitän James Sim in Le Havre zu einer Überfahrt nach Southampton aus. Darunter waren mehrere hundert Verwundete, etwa 200 Besatzungsmitglieder und 89 Krankenschwestern und Mediziner. In den frühen Morgenstunden des 3. August, zwischen 01:30 Uhr und 2 Uhr, wurde sie 32 Seemeilen südwestlich der Owers Banks vor der Südspitze von Selsey Bill von einem Torpedo von UC 49 getroffen. UC 49 war ein deutsches U-Boot des Typs UC, das sich unter dem Kommando von Oberleutnant zur See Hans Kükenthal befand.
Der Torpedo schlug in den hinteren Teil des Maschinenraums ein und tötete mehrere Maschinisten. Die Lichter gingen sofort aus. Das Verhalten der verwundeten Soldaten während der Evakuierung des Schiffs wurde von den Augenzeugen als „heroisch“ beschrieben, da sie weder gedrängelt, noch sich beschwert haben. Die Frauen an Bord wurden trotz ihrer Proteste, vor den Patienten ausgebootet zu werden, in die ersten Rettungsboote gesetzt. Ein Rettungsboot, in dem sich unter anderem sechs Frauen befanden, schlug beim Aussetzen gegen ein anderes Boot und überschlug sich, bevor es auf der Wasseroberfläche aufsetzen konnte.
Die Wucht der Explosion verursachte ein großes Leck, wodurch sich die Warilda schnell mit Seewasser füllte und eine große Schlagseite annahm. Die Warilda wurde beschossen, obwohl sie deutlich als Hospitalschiff gekennzeichnet war. Das Schiff sank auf der Position 50° 10′ N, 0° 13′ W. Von den 801 Menschen an Bord kamen 123 durch die Versenkung ums Leben, darunter die 35-jährige Violet Beatrix Alice Lambton Long, Deputy Chief Controller des Queen Mary’s Army Auxiliary Corps. Kapitän Sim überlebte und wurde danach von König Georg von Großbritannien mit dem Order of the British Empire ausgezeichnet.
Das Wrack der Warilda liegt mit einer Schlagseite von 45 Grad nach Backbord in 50 Metern Tiefe. Es ist noch weitgehend intakt.